# Freja (bogserbåt)
Bogserbåten Freja är en svensk bogserbåt. Skrovet byggdes 1998 som Freja af Göteborg på Western Baltija Shipyard i Klaipėda i Litauen och färdigbyggdes på Odense Staalskibsværft i Odense. Beställare var A/S Em. Z. Svitzer i Brøndby i Danmark. Efter Svitzers köp av Röda Bolaget i Göteborg, ingick hon i detta företags flotta.